# Едсель Форд
Едсель Брайант Форд (англ. Edsel Bryant Ford; 6 листопада 1893 — 26 травня 1943) — син Генрі Форда, президент Ford Motor Company з 1919 по 1943 рік.

## Біографія
Був єдиною дитиною Генрі Форда і Клари Джейн Брайант, він з дитинства допомагав батькові. У 1915 році він стає секретарем Генрі Форда, а в наступному, 1916 році, одружується на Елеанор Клей (1896—1976), племінниці Дж. Л. Гадсона. У них народилося четверо дітей: Генрі Форд II (1917—1987), Бенсон Форд (1919—1978), Жозефіна Клей Форд (1923—2005) та Вільям Клей Форд (1925—2014). Вони мали будинок на 2171 Iroquois St, у районі Indian Village, Детройт.
Ставши в 1919 році президентом Ford, виступав за створення нового, сучасного автомобіля, який повинен був замінити модель T, але його рішення незмінно відхилялися батьком. Падіння продажів і скорочення частки на ринку призвели до появи моделі A.
Часто не погоджувався зі своїм батьком з приводу багатьох рішень, тому, незважаючи на близькість їх відносин, у них бували сварки. Едсель заснував дочірню компанію Mercury, також моделі Lincoln Zephyr і Lincoln Continental створювалися за його безпосередньої активної участі. Він значно зміцнив експорт Ford за кордон і працював над модернізацією автомобілів (наприклад, впровадження гідравлічних гальм).

## Смерть
Форд помер 26 травня 1943 року від раку шлунка в Гросс-Пойнт-Шорс, штат Мічиган, у віці 49 років. Похований на кладовищі «Woodlawn» в Детройті. Після його смерті Генрі Форд знову стає президентом компанії. 